# Marcos Maidana
Marcos René Maidana (n. 17 iulie 1983) este boxer argentinian profesionist, fost campion WBA la categoria semimijlocie. Maidana are în palmares de 35 de victorii și 4 înfrângeri, fiind învins la nivel profesionist doar de Andreas Kotelnik, Amir Khan, Devon Alexander și Floyd Mayweather, Jr., toate la puncte. Cea mai mare victorie a sa a fost în fața lui Adrien Broner pe 14 decembrie 2013, când Maidana i-a cauzat lui Broner prima sa înfrângere, cucerind titlul de campion WBA la categoria semimijlocie.

## Rezultate
| 35 de victorii (31 prin knockout, 4 la puncte), 4 înfrângeri (4 la puncte), 0 remize |          |                             |     |              |            |                                                            | |
| Rez.                                                                                 | Rezultat | Oponent                     | Mod | Rd., Timp    | Data       | Locația                                                    | Note |
| Înfrângere                                                                           | 35–4     | Floyd Mayweather, Jr.       | MD  | 12           | 2014-05-03 | MGM Grand Hotel & Casino, Las Vegas, Nevada                | A pierdut titlul WBA la categoria semimijlocie. A luptat pentru titlurile WBC și The Ring la semimijlocie. |
| Victorie                                                                             | 35–3     | Adrien Broner               | UD  | 12           | 2013-12-14 | Alamodome, San Antonio, Texas                              | A câștigat titlul WBA la categoria semimijlocie.                                                           |
| Victorie                                                                             | 34–3     | Josesito López              | TKO | 6 (12), 1:18 | 2013-06-08 | Home Depot Center, Carson, California                      | A apărat titlul WBA International la semimijlocie.                                                         |
| Victorie                                                                             | 33–3     | Martin Ángel Martínez       | KO  | 3 (12), 1:21 | 2012-12-12 | Luna Park, Buenos Aires                                    | A apărat titlul WBA International la semimijlocie.                                                         |
| Victorie                                                                             | 32–3     | Jesús Soto Karass           | TKO | 8 (12), 0:43 | 2012-09-15 | MGM Grand Hotel & Casino, Las Vegas, Nevada                | A câștigat titlul vacant WBA Inter-Continental la semimijlocie.                                            |
| Înfrângere                                                                           | 31–3     | Devon Alexander             | UD  | 10           | 2012-02-25 | Scottrade Center, St. Louis, Missouri                      | |
| Victorie                                                                             | 31–2     | Petr Petrov                 | KO  | 4 (12), 2:44 | 2011-09-23 | Sociedad Alemana, Villa Ballester, Buenos Aires            | A apărat titlul WBA la semimijlocie ușoară.                                                                |
| Victorie                                                                             | 30–2     | Érik Morales                | MD  | 12           | 2011-04-09 | MGM Grand Hotel & Casino, Las Vegas, Nevada                | A câștigat titlul interimar WBA la semimijlocie ușoară.                                                    |
| Înfrângere                                                                           | 29–2     | Amir Khan                   | UD  | 12           | 2010-12-11 | Mandalay Bay Resort & Casino, Las Vegas                    | A luptat pentru WBA la semimijlocie ușoară.                                                                |
| Victorie                                                                             | 29–1     | DeMarcus Corley             | UD  | 12           | 2010-08-28 | Luna Park, Buenos Aires, Buenos Aires                      | A apărat titlul interimar WBA la semimijlocie ușoară.                                                      |
| Victorie                                                                             | 28–1     | Victor Manuel Cayo          | KO  | 6 (12), 1:38 | 2010-03-27 | Hard Rock Hotel & Casino, Las Vegas, Nevada                | A apărat titlul interimar WBA la semimijlocie ușoară.                                                      |
| Victorie                                                                             | 27–1     | William Gonzalez            | KO  | 3 (12), 2:20 | 2009-11-21 | Club Deportivo Libertad, Sunchales, Santa Fe               | A apărat titlul interimar WBA la semimijlocie ușoară.                                                      |
| Victorie                                                                             | 26–1     | Victor Ortiz                | TKO | 6 (12), 0:46 | 2009-06-27 | Staples Center, Los Angeles, California                    | A câștigat titlul interimar WBA la semimijlocie ușoară.                                                    |
| Înfrângere                                                                           | 25–1     | Andreas Kotelnik            | SD  | 12           | 2009-02-07 | Stadthalle, Rostock, Mecklenburg-Vorpommern                | A luptat pentru titlul WBA la semimijlocie ușoară.                                                         |
| Victorie                                                                             | 25–0     | Silverio Ortiz              | KO  | 2 (8), 2:04  | 2008-11-01 | König Pilsener Arena, Oberhausen, Nordrhein-Westfalen      | |
| Victorie                                                                             | 24–0     | Juan Carlos Rodriguez       | KO  | 7 (10), 2:35 | 2008-08-29 | Burg-Waechter Castello, Düsseldorf, Nordrhein-Westfalen    | |
| Victorie                                                                             | 23–0     | Esmeraldo José Da Silva     | TKO | 2 (10), 2:34 | 2008-07-11 | Club Deportivo Libertad, Sunchales, Santa Fe               | |
| Victorie                                                                             | 22–0     | Arturo Morua                | TKO | 3 (10), 1:36 | 2008-04-19 | Bördelandhalle, Magdeburg, Sachsen-Anhalt                  | |
| Victorie                                                                             | 21–0     | Manuel Garnica              | KO  | 8 (10), 0:48 | 2007-12-07 | Sporthalle Hamburg, Hamburg                                | |
| Victorie                                                                             | 20–0     | Jairo Moura dos Santos      | TKO | 2 (8), 0:28  | 2007-08-16 | Centro de Convenciones Figali, Panamá                      | |
| Victorie                                                                             | 19–0     | Laszlo Komjathi             | TKO | 3 (8), 0:37  | 2007-06-30 | Porsche-Arena, Stuttgart, Baden-Württemberg                | |
| Victorie                                                                             | 18–0     | Miguel Callist              | TKO | 3 (12), 2:59 | 2006-12-22 | Buenos Aires Lawn Tennis Club, Buenos Aires, Buenos Aires  | A câștigat titlul WBA la semimijlocie ușoară.                                                              |
| Victorie                                                                             | 17–0     | José Herley Zúñiga Montaño  | KO  | 1 (10), 2:13 | 2006-09-23 | Club Regatas, Santa Fe, Santa Fe                           | |
| Victorie                                                                             | 16–0     | Ariel Gerardo Aparicio      | TKO | 1 (10), 2:58 | 2006-07-15 | Unidad Funcional Pueblo Chico, Tortuguitas, Buenos Aires   | |
| Victorie                                                                             | 15–0     | Luis Gustavo Sosa           | KO  | 1 (10), 2:59 | 2006-05-20 | Centro Municipal Nº 29, Santa Fe, Santa Fe                 | |
| Victorie                                                                             | 14–0     | Omar Leon                   | KO  | 1 (6), 0:21  | 2006-04-22 | Luna Park, Buenos Aires, Buenos Aires                      | |
| Victorie                                                                             | 13–0     | Sergio Javier Benítez       | KO  | 3 (10), 2:20 | 2006-02-11 | Club Sportivo America, Rosario, Santa Fe                   | |
| Victorie                                                                             | 12–0     | Rubén Darío Oliva           | KO  | 2 (10), 2:20 | 2005-11-26 | Estadio F.A.B., Buenos Aires, Buenos Aires                 | |
| Victorie                                                                             | 11–0     | Marcelo Martin Miranda      | TKO | 3 (10), 0:44 | 2005-10-01 | Estadio F.A.B., Buenos Aires, Buenos Aires                 | |
| Victorie                                                                             | 10–0     | Daniel Benito Carriqueo     | UD  | 6            | 2005-08-06 | Estadio Ruca Che, Neuquén, Neuquén                         | |
| Victorie                                                                             | 9–0      | Sergio Javier Benítez       | TKO | 3 (6), 1:45  | 2005-06-18 | Estadio F.A.B., Buenos Aires, Buenos Aires                 | |
| Victorie                                                                             | 8–0      | Omar Leon                   | TKO | 4 (10), 1:50 | 2005-05-07 | Estadio Virgen de Lujan, Centenario, Neuquén               | |
| Victorie                                                                             | 7–0      | Avelino Virgilio Silveira   | KO  | 1 (6), 1:03  | 2005-03-26 | Sociedad Alemana de Gimnasia, Los Polvorines, Buenos Aires | |
| Victorie                                                                             | 6–0      | Adolfo Espinoza             | TKO | 1 (6), 3:00  | 2005-01-29 | Quilmes Atlético Club, Mar del Plata, Buenos Aires         | |
| Victorie                                                                             | 5–0      | Francisco Humberto Sanabria | RTD | 1 (4), 2:13  | 2004-12-18 | Estadio F.A.B., Buenos Aires, Buenos Aires                 | |
| Victorie                                                                             | 4–0      | Ramon Alberto Marquez       | TKO | 1 (4), 1:02  | 2004-10-23 | Estadio F.A.B., Buenos Aires, Buenos Aires                 | |
| Victorie                                                                             | 3–0      | Cristian Pablo Gastón Ruiz  | RTD | 2 (6),1:53   | 2004-09-04 | Estadio F.A.B., Buenos Aires, Buenos Aires                 | |
| Victorie                                                                             | 2–0      | Germán Omar Jesús Sánchez   | TKO | 1 (4), 1:50  | 2004-07-24 | Club Sportivo America, Rosario, Santa Fe                   | |
| Victorie                                                                             | 1–0      | Adán Basilio Mironchik      | KO  | 1 (4), 0:50  | 2004-06-12 | Regatas Corrientes, Corrientes, Corrientes                 | Debut profesional.                                                                                         |